# 日本睡眠学会
一般社団法人日本睡眠学会（にほんすいみんがっかい、英文名 Japanese Society of Sleep Research）は、睡眠に関する医学･医療の充実を図る目的で設立された学会。
事務局を東京都千代田区三番町2三番町KSビル（株）コンベンションリンケージ内に置いている。日本医学会分科会一覧に掲載されている。

## 活動
学術集会の開催、会誌の発行、睡眠医療認定制度に関する事業などを行う
- 第47回定期学術集会は2022年6月30日から7月1日までウェスティン都ホテル京都で開催される[3]。
- 第46回定期学術集会は2021年9月23日から9月24日まで福岡国際会議場で開催された[4]。
- 第45回定期学術集会は日本時間生物学会学術大会と合同で2020年9月25日から9月27日までパシフィコ横浜で開催が予定されていたが、新型コロナウィルス感染症のために中止に至った[5]。

## 機関誌
- SLEEP AND BIOLOGICAL RHYTHMS